# Peloponez
Peloponez (în greacă Πελοπόννησος, transliterat: Pelopónnisos) este o peninsulă în sudul Greciei, constituind aproape întreg teritoriul țării de la sud de Golful Corint. Este de asemenea o regiune a Greciei, formată din 5 prefecturi. Regiunea Peloponez acoperă doar parțial peninsula.

## Geografie

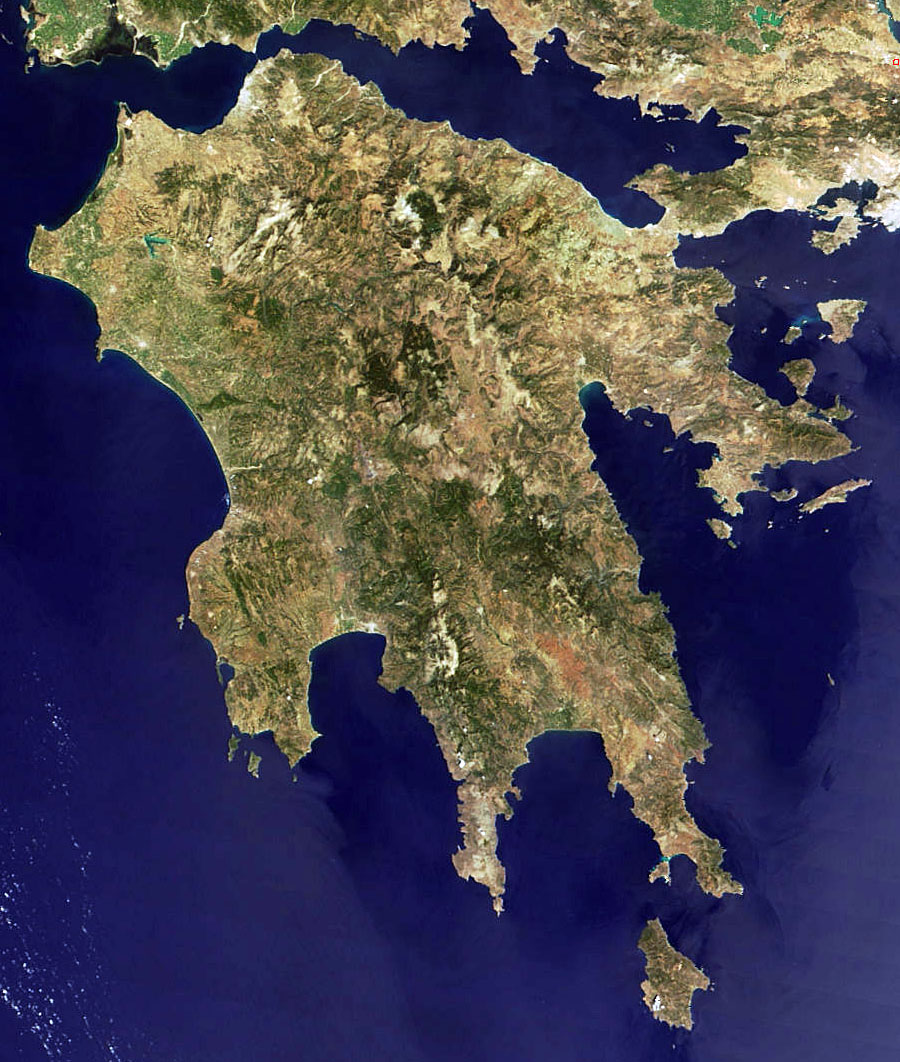
Peloponezul văzut din satelit

Peloponezul are o suprafață de aproximativ 21 549 km². Formează partea sudică a Greciei continentale, deși teoretic este o insulă după construirea Canalului Corint în 1893. Are două legături terestre cu restul Greciei, una naturală sub forma Istmului Corint și una artificială, reprezentată de Podul Rio-Antirio (terminat în 2004).
Peninsula are un interior muntos și coaste neregulate, cel mai înalt punct fiind Muntele Taygetus. Include patru peninsule îndreptate spre sud, Messenia, Peninsula Mani, Capul Malea (cunoscut de asemenea ca Epidaurus Limera), și Argolida în nord-estul îndepărtat al Peloponezului.
În largul coastei peloponeziace se află două arhipelaguri: Insulele argo-saronice spre est și Insulele ionice în vest. Insula Kythira, din apropiere de peninsula Epidaurus Limera din sudul Peloponezului este considerată ca făcând parte din Insulele ionice.

## Istorie
Peninsula a fost locuită încă din preistorie. Numele său actual provine din mitologia greacă, în special legenda eroului Pelops despre care se spune că ar fi cucerit întreaga regiune. Numele Peloponnesos înseamnă "Insula lui Pelops". În evul mediu, peninsula a fost cunoscută sub numele de Moreea. După etimologia populară, acest lucru se datorează cruciaților care au descoperit plantații întinse de duzi (grecește: moreai) folosiți de industria înfloritoare a mătăsii.
Prima civilizație importantă a Greciei, civilizația egeeană (sau minoică), a dominat Peloponezul în epoca bronzului din orașul Micene, aflat în nord-estul peninsulei. În antichitate, în peninsulă se aflau unele dintre cele mai puternice orașe ale Geciei antice, și aici s-au dat unele dintre cele mai sângeroase bătălii. Aici se aflau orașe precum Sparta, Corint, Argos și Megalopolis, și a fost locul de constituire al Ligii peloponeziace. Peninsula a fost scena războiului peloponeziac între 431 î.Hr. și 404 î.Hr.. A căzut în mâinile romanilor aflați în expansiune în 146 î.Hr., devenind provincia Achaea.
Peloponezul a fost în continuare condus de Imperiul Bizantin, deși unele regiune a fost pierdute în fața invadatorilor venețieni și franci. Francii au fondat Principatul Ahaia în jumătatea nordică a peninsulei în 1205, iar venețienii mai multe porturi pe coastă, printre care  Monemvasia, Pylos și Koroni, rămânând până în secolul al XV-lea. Bizantinii au păstrat controlul asupra părții de sud a peninsulei, condusă de la orașul fortificat Mystras în apropiere de Sparta. Ei au încercat o revenire, între jumătatea secolului al XIII-lea și jumătatea secolului al XV-lea, când turcii otomani au ocupat peninsula în anii 1458 - 1460. Venețienii au ocupat anumite regiuni din Peloponez între 1699 și 1718, însă controlul turcesc era puternic, și era confruntat doar cu răscoale sporadice în peninsula Mabi, cea mai sudică parte a Peloponezului.
Locuitorii au jucat un rol important în războiul de independență al Greciei – războiul a început de fapt în Peloponez, când rebelii au preluat controlul asupra orașului Kalamata la 23 martie, 1821. Bătălia navală decisivă de la Navarino s-a desfășurat în largul portului Pylos de pe coasta de vest a peninsulei, iar orașul Náfplio de pe coasta de est a devenit sediul primului Parlament al Greciei independente.
În timpul secolelor al XIX-lea și al XX-lea, regiunea a devenit săracă și o mare parte a populației a emigrat, îndreptându-se spre orașe, în special Atena, și spre alte țări, cum ar fi Statele Unite sau Australia. A fost afectată puternic în timpul celui de-al doilea război mondial și a războiului civil grec, în peninsulă fiind comise unele dintre cele mai mari atrocități din țară din timpul acelor conflicte. Nivelul de trai a crescut semnificativ în întreaga Grecie între timp, mai ales după ce țara a intrat în Uniunea Europeană în 1981.

## Orașe

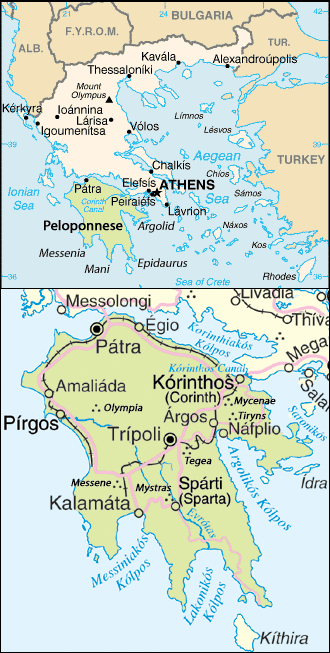
Grecia și Peloponezul

Cele mai importante orașe din Peloponez sunt (recensământul din 2001):
- Patras (169.242 locuitori)
- Kalamata (54.065 locuitori)
- Corint (30.434 locuitori)
- Tripoli (28.976 locuitori)
- Argos (25.068 locuitori)
- Pyrgos (24.765 locuitori)
- Aigion  (21.966 locuitori)
- Sparta (16.473 locuitori)
- Nafplio (13.124 locuitori)

## Situri arheologice
În Peloponez se află situate numeroase situri arheologice, începând cu epoca bronzului și terminând cu evul mediu. Printre cele mai importante se numără:
- Bassae (așezare antică, și templul lui Epikourios Apollo)
- Corint (oraș antic)
- Epidaurus (centru religios)
- Messene (oraș antic)
- Mistra (așezare antică din apropiere de Sparta)
- Monemvasia (așezare fortificată medievală)
- Micene (orașul fortificat al civilizației egeene)
- Olympia (locul de desfășurare al Jocurilor Olimpice)
- Pylos, (palatul lui Nestor)
- Tegea (centru religios antic)
- Tirint (așezare fortificată antică)

## Organizarea administrativă
Peloponezul este împărțit în șapte prefecturi (greacă: νομοί). Cinci dintre aceasta aparțin provinciei Peloponezului:
- Arcadia
- Argolida
- Corintia
- Laconia
- Messinia

Celelalte două aparțin provinciei Grecia de Vest:
- Ahaia
- Elida

O mică parte din estul Peloponezului ține de prefectura Attica.